# Pedro Camus
Pedro Camus Pérez (Santander, 13 luglio 1955) è un ex calciatore spagnolo, di ruolo difensore.

## Carriera

### Racing Santander
Cresce nelle giovanili del Racing Santander, club della sua città natale. Durante la stagione 1972-1973 viene aggregato alla prima squadra, militante in Segunda División. L'allenatore José María Maguregui lo fa debuttare tra i professionisti il 13 maggio 1973 nella partita persa per 5-2 in trasferta contro l'Hércules. 
A fine stagione il club ottiene la promozione in massima serie, dove Camus esordirà il 27 gennaio 1974, ma retrocederà nuovamente.
Camus diventa un titolare in Segunda División e aiuta il club a rimanere in massima serie. 
Nel 1976 viene convocato da László Kubala per partecipare ai Giochi della XXI Olimpiade con la Nazionale Olimpica spagnola in Canada. Scende in campo in tutte le tre partite disputate, con la Spagna che non riesce a superare il Girone A, alle spalle di Brasile e Germania Est.

### Real Saragozza
Nel 1977 passa al Real Saragozza, in Segunda División. Nel suo primo anno in Aragona vince il campionato da titolare, contribuendo al ritorno del club nella Liga.
Rimane al Real Saragozza per altre cinque stagioni, sempre in massima serie.

### Tenerife
Chiude la sua carriera al Club Deportivo Tenerife, in Segunda División, militandovi per due stagioni tra il 1983 e il 1985.

## Palmarès
- Segunda División spagnola: 1

Real Saragozza: 1977-1978